# ベランス郡

ベランス郡
Bèlans

ベランス郡（ベランスぐん、ハイチ語: Bèlans、フランス語: Belle-Anse）は、ハイチ南東県東部の郡。北に西県クワデブーケ郡、北西にポトプランス郡、西にジャクメル郡、東にドミニカ共和国ペデルナレス州と接し、南はカリブ海に臨む。
東からアンサピット、チョット、グラン・ゴジエ、ベランスの4つのコミーンが置かれている。郵便番号は93から始まる。

## 脚註
1. 1 2  “Haiti: administrative units, extended”.   GeoHive.com. 2016年10月5日時点のオリジナルよりアーカイブ。2021年8月10日閲覧。
2. ↑  “POPULATION TOTALE, POPULATION DE 18 ANS ET PLUS MÉNAGES ET DENSITÉS ESTIMÉS EN 2015” (pdf).   Institut Haïtien de Statistique et d’Informatique (IHSI). pp. 16 - 17 (2015年3月). 2021年8月10日閲覧。